# Чабырово
Чабы́рово — деревня в Ярском районе Удмуртии, входит в состав Казаковского сельского поселения.

## География
Деревня расположена на высоте 165 м над уровнем моря.

### Часовой пояс
Деревня Чабырово, как и вся Удмуртская Республика, находится в часовой зоне МСК+1. Смещение применяемого времени относительно UTC составляет +4:00.

## Население
| 2010 | 2012 |
| ---- | ---- |
| 21   | ↗23  |